# Nicholas Elia
Nicholas Elia (né le 29 mars 1997 à White Rock en Colombie-Britannique au Canada) est un acteur canadien de cinéma et de télévision.

## Filmographie
| Année | Titre                                          | Rôle            |
| ----- | ---------------------------------------------- | --------------- |
| 2005  | La Voix des morts                              | Mike Rivers     |
| 2007  | Le Cœur à vif (When a Man Falls in the Forest) | Erik            |
| 2007  | Rogue : L'Ultime Affrontement                  | Daniel Crawford |
| 2008  | Speed Racer                                    | Young Speed     |
| 2008  | Supernatural                                   | Ben Braeden     |
| 2009  | The Shortcut (en)                              | Tobey           |